# Alternativweltgeschichte
Alternativweltgeschichten sind eine Ausformung des Science-Fiction-Genres und unter den Bezeichnungen Allohistoria, Parahistorie, Virtuelle Geschichte, Imaginäre Geschichte, Ungeschehene Geschichte, Potentielle Geschichte, Eventualgeschichte, Alternate History, Alternative History oder Uchronie („Nicht-Zeit“, aus altgriechisch οὐ-  „nicht-“ und χρόνος „Zeit“) bekannt.
In der Geschichtswissenschaft werden derartige Gedankenspiele, die allerdings Bezug auf die historischen Quellen nehmen, als kontrafaktische Geschichte bezeichnet.
Die Geschichten dieser Werke spielen in einer Welt, in der der Lauf der Weltgeschichte irgendwann (am so genannten Divergenzpunkt) von dem uns bekannten abgewichen ist. Während Science-Fiction mit dem Potentialis operiert, operiert die kontrafaktische Geschichte mit dem Irrealis, stellt also die Frage: „Was hätte sein können, wenn …?“ Das Genre wurde insbesondere in der englischsprachigen Literatur der Zeit nach dem Zweiten Weltkrieg entwickelt.

## Geschichte

### Vor dem 19. Jahrhundert
Frühe Beispiele der kontrafaktischen Geschichtsschreibung finden sich bereits in Antike, etwa in Form der Überlegungen des Titus Livius, was passiert wäre, falls die Armee Alexanders des Großen auf die römischen Legionen getroffen wäre. Herodot spekulierte hingegen über eine griechische Niederlage in der Schlacht bei Marathon.:6
Im Jahr 1490 erzählt Tirant lo Blanc (Joanot Martorelli, Marti Joan de Galba) die Geschichte eines Ritters, der das Byzantinische Reich vor dem Osmanischen Reich rettet.:16–17
Im Jahr 1670 merkt Blaise Pascal in seinen Pensées scherzhaft an, die Geschichte wäre anders verlaufen, hätte Kleopatra VII. eine kleinere Nase gehabt.:16:20

### 19. Jahrhundert
Das Genre der kontrafaktischen historischen Fiktion entstand im 19. Jahrhundert, besonders im französischsprachigen Raum. Entscheidende Vorläufer waren hierbei Louis Geoffroy (Napoléon et la conquête du monde, 1836), welcher eine Welteroberung durch Napoleon Bonaparte nach einem Sieg im Russlandfeldzug 1812 beschrieb, und Charles Renouvier (Uchronie, 1876), welcher nicht nur den Begriff „Uchronie“ etablierte, sondern auch erstmals verschiedene Aspekte des Genres wissenschaftlich zu erfassen versuchte.:17–22:19
Das erste englischsprachige historische Werk wurde von Nathaniel Hawthorne (P's correspondence, 1845) geschrieben.:6–7
Im Verlauf des späten 19. und frühen 20. Jahrhunderts entwickelte sich das Genre (als solches noch nicht weithin anerkannt) nur schleppend. Zu den Beiträgen dieser Zeit gehören Hands Off (1881) von Edward Everett Hale und A Connecticut Yankee in King Arthur's Court (1889) von Mark Twain, wobei beide Beispiele eine Zeitreisegeschichte erzählen, in welcher der Zeitreisende die Zeitlinie verändert.:19–20

### 20. Jahrhundert
George Macaulay Trevelyan veröffentlichte seine Kurzgeschichte If Napoleon Had Won the Battle of Waterloo, welche sich dadurch auszeichnet, eine der ersten dystopischen Erzählungen der Alternativgeschichte zu sein, wohingegen frühere Beispiele zumeist utopisch waren und dem Eskapismus dienten.:23–24
Im Jahr 1931/1932 veröffentlichte John Collings Squire die erste belegte Essaysammlung der Alternativgeschichte unter dem Titel If It Happened Otherwise (in den Vereinigten Staaten unter dem Titel If: Or History Rewritten veröffentlicht). Die Beiträge zu Squires Sammlung wurden von mehreren internationalen Autoren geschrieben, wobei besonders Winston Churchill, der spätere Premierminister des Vereinigten Königreichs, hervorzuheben ist.:20 Andere Beiträge kamen von Philip Guedalla und Harold Nicolson sowie Ronald Knox (alle Vereinigtes Königreich), Emil Ludwig (Deutschland) und André Maurois (Frankreich).:23–27
Die Kurzgeschichte Sidewise in Time von Murray Leinster (welche später dem Sidewise Award den Namen gibt) wurde im Jahre 1934 veröffentlicht und erforschte eine Realität von parallel existierenden Zeitlinien, die urplötzlich durcheinandergewürfelt wurden.:113
Der Zweite Weltkrieg (1939–45) veränderte das Genre der Alternativweltgeschichte vollkommen und ist seitdem zum mit Abstand beliebtesten Thema der Alternativgeschichte geworden, wobei fast ausschließlich dystopische Szenarien entstehen.:85–87:879 Alternativgeschichten des Zweiten Weltkriegs entstehen schon kurz nach Kriegsende, so etwa Si l’Allemagne avait vaincu (‚Wenn Deutschland gesiegt hätte...‘, 1950) von Randolph Robban.:88–89
Im Jahr 1953 veröffentlichte J. Ward Moore das Buch Bring the Jubilee (im Deutschen: Der Große Süden), womit er in den Vereinigten Staaten die Alternativgeschichten über den Sezessionskrieg erweiterte.:27–28 Interesse in den USA an alternativen Szenarien des Bürgerkriegs stieg wiederum mit dem hundertsten Jahrestag des Sezessionskriegs im Jahre 1961, so etwa in Form von MacKinlay Kantors If the South Had Won the Civil War (1961).:6

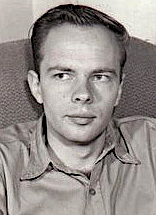
Philip K. Dick, der Autor von The Man in the High Castle (Das Orakel vom Berge), dem wohl berühmtesten Werk der Alternativweltgeschichte

Im Jahr 1962 erschien die vermutlich berühmteste Alternativweltgeschichte aller Zeiten, The Man in the High Castle (ins Deutsche übersetzt unter dem Titel Das Orakel vom Berge) von Philip K. Dick, welches die Geschichte der von Nazi-Deutschland und vom Japanischen Kaiserreich besetzten Vereinigten Staaten erzählt.:111:8 Das Buch wurde zum Vorbild einer erfolgreichen Fernsehserie, welche zwischen den Jahren 2015 und 2019 produziert wurde (wobei diesmal im Deutschen der Originaltitel unübersetzt blieb).
Im Jahr 1964 erweiterte Robert Fogel die Alternativgeschichte um mehrere wissenschaftliche und statistische Methoden, was das Genre als Ganzes auch interessanter als ernsthaftes Gedankenexperiment für die Geschichtswissenschaften machte (siehe hierzu: Kontrafaktische Geschichte). Fogel errechnete in seinem Werk Railroads and American Economic Growth alternative Statistiken der Logistik für eine Version der Vereinigten Staaten, in welcher der weitreichende Aufbau von Eisenbahnen nicht stattfand.:42:42:111
Nach dem Tod des Diktators Francisco Franco im Jahre 1976 erlebte das Genre auch in Spanien einen Aufschwung, insbesondere mit einem Schwerpunkt auf den Spanischen Bürgerkrieg. Der Katalane Victor Alba schrieb im Jahre 1976 eine utopische Darstellung einer überlebenden Zweiten Spanische Republik, wohingegen der Franquist Fernando Vizcaino Casas im Jahre 1989 eine dystopische Vision der siegreichen Republikaner zeichnete.:31–32

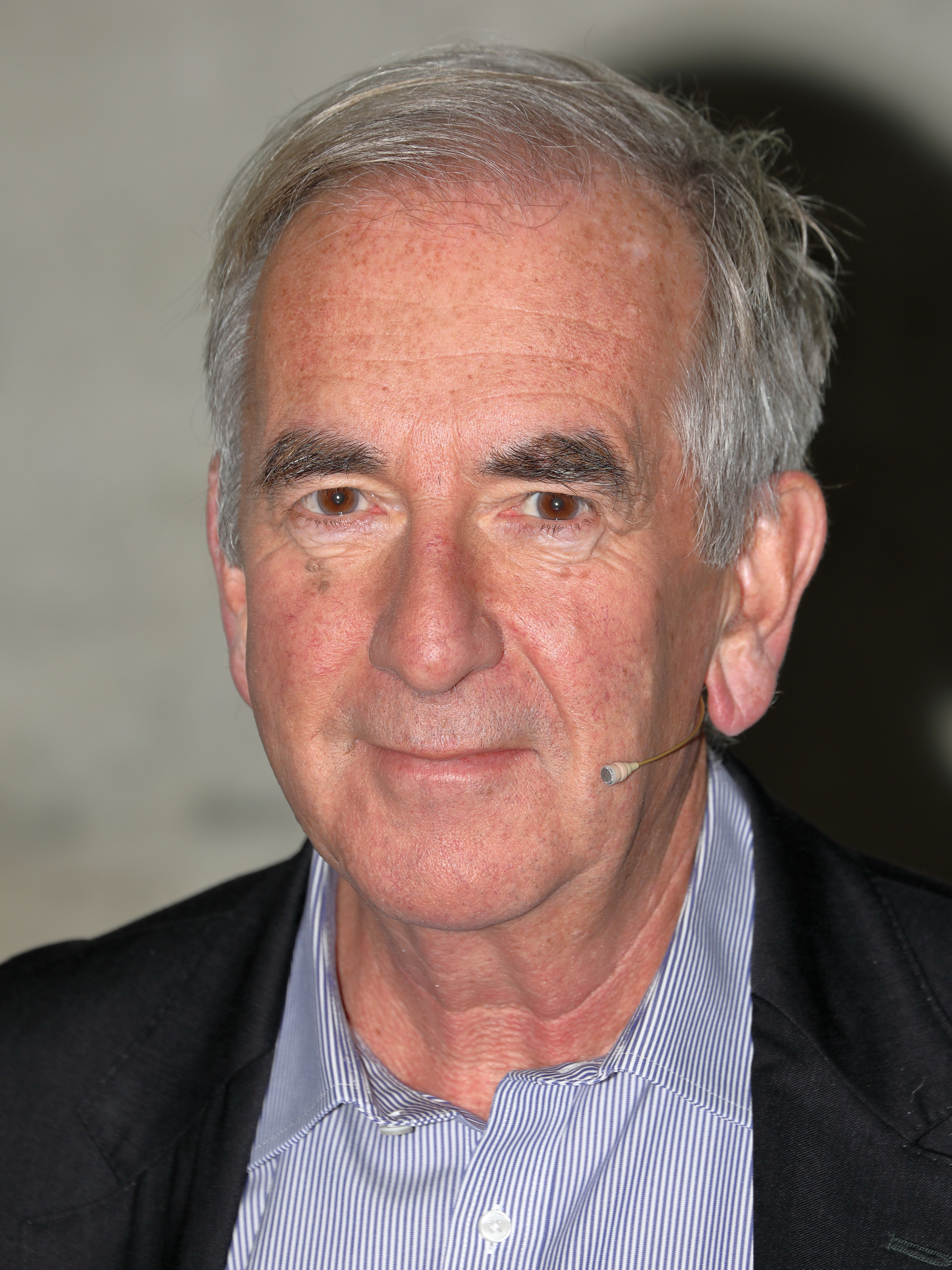
Robert Harris, der Autor von Fatherland (Vaterland)

Im Jahr 1992 veröffentlichte der Brite Robert Harris das Buch Fatherland (im Deutschen: Vaterland) und erzielte einen großen finanziellen Erfolg, was dem Genre der Alternativgeschichte zu größerem Status verhalf.:100–101:7 Harris’ Buch ist der Hauptvertreter eines Phänomens der Alternativgeschichte im britischen Kulturraum während der 1990er, welcher von Richard J. Evans als „euroskeptischer Kontrafaktualismus“ bezeichnet wird. Im Kontext der Deutschen Wiedervereinigung (1990) und des Vertrags von Maastricht (1992) wurden unter britischen Konservativen Ängste über ein von Deutschland dominiertes Europa geweckt. Dadurch entstanden zahlreiche britische Alternativgeschichten über ein imperialistisches Deutschland (oft in Form eines im Zweiten Weltkrieg siegreichen NS-Staates, wie im Falle von Vaterland) oder einen anderweitig hervorgebrachten europäischen Superstaat. Andere britische Vertreter des euroskeptischen Kontrafaktualismus der 1990er-Jahre waren neben Harris auch John Charmley, Andrew Roberts und Niall Ferguson.:90–110 Außerhalb Großbritanniens war das Phänomen weniger verbreitet, wobei der polnisch-britische Historiker Adam Zamoyski zu den Ausnahmen zählt.:128
Im Jahr 1997 veröffentlichte Niall Ferguson das Werk Virtual History: Alternatives and Counterfactuals, in welchem er versuchte, die kontrafaktische Geschichte als seriöses Mittel der Geschichtsforschung zu etablieren.:43–44

### 21. Jahrhundert
Die Popularität der Alternativgeschichte als Genre ist seit den 1990ern rapide gestiegen.:44
Mehrere Klassiker des Genres wurden im 21. Jahrhundert als Serien umgesetzt, so etwa The Man in the High Castle und SS-GB.

## Gesichtspunkte des Genres

### Stilmittel und Tropen
Wie andere Genres auch kennt die Alternativgeschichte mehrere Tropen und Stilmittel, die in verschiedensten Werken erkennbar sind.
- Zu fast jeder Erzählung der Alternativgeschichte gehört ein Divergenzpunkt (engl.: point of divergence). Vor diesem Divergenzpunkt ist die Geschichte der alternativen Zeitlinie mit jener der dem Leser bekannten realen Zeitlinie identisch.[1]:3–4
- Alternativgeschichten enthalten oft innerhalb ihrer Handlung eigene Alternativgeschichten (die oft auf die reale Zeitlinie anspielen). Das berühmteste Beispiel ist hierbei The Grasshopper Lies Heavy (im Deutschen: Schwer liegt die Heuschrecke) in The Man In The High Castle (im Deutschen: Das Orakel vom Berge). Während das Gesamtszenario einen Sieg der Achsenmächte im Zweiten Weltkrieg darstellt, beschreibt The Grasshopper Lies Heavy innerhalb des Szenarios eine alternative Version der Welt, in welcher die Alliierten den Zweiten Weltkrieg (wie in der realen Zeitlinie) gewinnen.[3]:35
- Oft werden bekannte historische Persönlichkeiten in einer alternativen Zeitlinie in eine völlig andere Rolle gesetzt. So wird Al Capone in Back in the USSA (Kim Newman) zu einem Stalin-ähnlichen kommunistischen Diktator der Vereinigten Staaten.[5]:7

### Subjektive Motive von Autoren für ihre Themenwahl
Die Wahl des Szenarios und Divergenzpunkts einer Alternativgeschichte wird nachhaltig von der Absicht, der politischen Orientierung und der Faktenkenntnis des jeweiligen Autors sowie vom Kontext der jeweiligen Epoche geprägt.:150
Die Autoren dystopischer Alternativgeschichten zielen oft darauf ab, dem Publikum die Vorzüge der realen Zeitlinie vor Augen zu führen, sowie die Bosheit und Unerwünschtheit der jeweils beschriebenen Dystopie zu unterstreichen.:95–96

#### Heimatland
Autoren jeder Nation tendieren eher dazu, alternativgeschichtliche Szenarien mit Bezug auf die eigene Nationalgeschichte zu entwickeln.
- Deutschland nimmt eine Sonderrolle ein. Die beiden Weltkriege als Schlüsselereignisse der deutschen Geschichte sind in der deutschen Bibliographie der Alternativgeschichte oft behandelt, aber insbesondere beim Zweiten Weltkrieg gilt in Deutschland eine größere kulturelle Tabuisierung der Veränderung bestimmter Themen als in anderen Ländern. Insbesondere Alternativgeschichten des Holocaust, welche besonders in den Vereinigten Staaten mit einiger Häufigkeit geschrieben werden, gibt es in Deutschland fast überhaupt nicht.[2]:85–87
- In Frankreich sind die Französische Revolution und die Koalitionskriege sowie die Revolution von 1968 außerordentlich beliebt.[2]:85
- In Italien ist die Epoche des Faschismus relevant.[2]:85
- In Russland war die Alternativgeschichte als Genre zu Sowjetzeiten unbeachtet geblieben, erfreut sich aber seit den späten 1980er-Jahren wachsender Beliebtheit, wobei ein Scheitern der Russischen Revolution, Variationen in der Geschichte des Stalinismus (oder ein längeres Leben Wladimir Lenins), Abwandlungen des Zweiten Weltkriegs und religiöse Leitmotive (radikale christliche Theokratie in Russland oder Islamisierung Russlands) wiederkehrende Elemente sind.[8]
- In Spanien nimmt der Spanische Bürgerkrieg eine erhöhte Stellung ein.[2]:85
- In den Vereinigten Staaten schreiben Autoren der Alternativgeschichte oft über den Zweiten Weltkrieg (ein globales Phänomen), aber häufig auch über den Sezessionskrieg sowie den Vietnamkrieg, wobei besonders der erstere eine kulturell fast ausschließlich für Amerikaner interessante Epoche darstellt.[2]:85 Dennoch zählt der Sezessionskrieg wegen der großen Menge US-amerikanischer Alternativgeschichtswerke zu den meistbehandelten Themen des Genres.[4]:878–879

#### Politische Sicht
Der britische Historiker Richard J. Evans vertritt die These, dass Alternativgeschichte und insbesondere Kontrafaktische Geschichte attraktiver für Konservative als für Progressive sind, da erstere in den Geschichtswissenschaften oft philosophisch einen größeren Fokus auf Individualismus und die Freiheit der Entscheidung der Einzelperson legen, während letztere sich eher deterministischen Modellen der Sozialgeschichte und der gesellschaftsfokussierten Geschichtsschreibung zugeneigt sehen und Gedankenspiele der Alternativgeschichte tendenziell skeptischer betrachten. Dennoch gibt es auch linksgerichtete Autoren der Alternativgeschichte, so etwa E. H. Carr.:49–50
Die Alternativgeschichte kann als politische Satire oder politische Propaganda dienen, so im Falle der britischen „euroskeptischen Kontrafaktualisten“, welche ihre Alternativgeschichten als Warnung gegen einen durch ein übermächtiges Deutschland gelenkten europäischen Zentralstaat konzipierten.:90–110

### Beliebte Themen

#### Zweiter Weltkrieg
Mit Abstand das beliebteste Thema für Alternativgeschichten ist der Zweite Weltkrieg, sowie verwandte Themen wie Adolf Hitler, der Holocaust oder der Nationalsozialismus.:85–87:879
Durch die massive Bandbreite von Alternativerzählungen über den Zweiten Weltkrieg haben sich mehrere Subgenres und Tropen gebildet.
- Das klassische Szenario einer Alternativgeschichte des Zweiten Weltkriegs ist der Sieg der Achsenmächte. Die berühmtesten Beispiele sind hierbei The Man in the High Castle (Philip K. Dick), SS-GB (Den Leighton) und Fatherland (Robert Harris).[1]:7 Eines der frühesten Werke in der dystopischen Literatur über einen Sieg der Achsenmächte in einem Weltkrieg ist Swastika Night (Katharine Burdekin, 1937, auf Deutsch: Nacht der braunen Schatten), welches aufgrund seiner Erscheinung vor Beginn des Krieges eher zu den Zukunftsvoraussagen als zur Alternativgeschichte gehört.[9]:510
- Im angloamerikanischen Raum sind Darstellungen einer fiktionalen Besatzung der Vereinigten Staaten und/oder des Vereinigten Königreichs durch das Dritte Reich populär.[9]:34–160
- Es gibt mehrere Erzählungen, in denen Adolf Hitler als Schlüsselperson des Nationalsozialismus behandelt und Hitlers Leben verändert wird, wobei die genaue Veränderung variiert (Nichtgeburt, früher Tod, erfolgreiche Aufnahme in die Akademie der Künste, Ermordung kurz nach der Machtergreifung, Flucht aus Berlin 1945, Verurteilung als Kriegsverbrecher etc.). Beispiele für Alternativgeschichten, die auf Adolf Hitler als Person fokussiert sind, sind The Trial of Adolf Hitler (Philippe van Rundt, 1978), Operation Lucifer: The Chase, Capture and Trial of Adolf Hitler (David B. Charnay, 2001), The Asgard Solution (James Marino, 1983) und The Berkut (Joseph Heywood, 1987).[2]:105[9]:199–270

#### Sezessionskrieg
Das zweitbeliebteste Thema in der Alternativgeschichte ist der Sezessionskrieg, wobei die allermeisten Werke hierbei von US-amerikanischen Autoren für den eigenen Markt geschrieben werden.:878–879

### Arten der Alternativgeschichte
Es gibt verschiedene Arten der Alternativgeschichte. In manchen ist die alternative Zeitlinie die einzig existente, manchmal existiert die alternative Zeitlinie parallel zu der dem Leser bekannten realen Zeitlinie (Parallelwelterzählungen), manchmal existieren unendlich viele Zeitlinien gleichzeitig, und manchmal gehen die alternative und reale Zeitlinie durch Zeitreise ineinander über (hierbei wird entweder die alternative Zeitlinie durch den Zeitreisenden verursacht, eine alternative Vergangenheit zur realen Gegenwart korrigiert oder eine Veränderung der realen Zeitlinie durch andere Zeitreisende verhindert („Zeitpolizeigeschichten“)).:11
Außerdem unterscheiden sich Alternativgeschichten durch die Art des Divergenzpunkts. In manchen Fällen wird ein einzelnes Ereignis verändert (z. B. der Ausgang einer Schlacht oder politischen Wahl oder die (Nicht-)Ermordung einer historischen Person), aber die übrigen physikalischen Regeln der Welt und ihrer Bewohner unverändert gelassen. Wieder andere Alternativgeschichten verändern die Grundlagen der Welt (z. B. durch magische Elemente oder Zeitreise), wodurch die beschriebene Zeitlinie fundamental von der realen Zeitlinie unterscheidbar ist. Eine eigene Kategorie bilden hierbei wiederum die unendlichen Parallelweltgeschichten, da in solchen die reale Zeitlinie neben anderen alternativen Zeitlinien existiert, die jeweils verschiedenen Regeln unterworfen sein können.:11–12:11–13

### Subgenres und verwandte Genres
Es gibt mehrere Subgenres der Alternativgeschichte.
- Zeitreise ist ein bei Autoren beliebtes Stilmittel, um den/die Protagonisten innerhalb der realen Zeitlinie in die Vergangenheit zu schicken und dort (absichtlich oder unabsichtlich) den Verlauf der Zeit zu ändern, wodurch eine Alternativgeschichte entsteht. Abwandlungen davon sind Erzählungen, in denen der Zeitreisende in der Vergangenheit eine Alternativgeschichte vorfindet und erst durch das eigene Eingreifen die reale Zeitlinie wiederherstellt.[1]:11–12[3]:8
- Elemente des Fantasy-Genres können in Alternativgeschichten in die Menschheitsgeschichte einfließen, so etwa Magie oder fiktionale Kreaturen. Ein Beispiel hierfür ist die Temeraire-Serie (auf Deutsch: Die Feuerreiter Seiner Majestät) von Naomi Novik, in welcher Drachenreiter in den Koalitionskriegen kämpfen.[1]:5

Separat von der Alternativgeschichte sind Zukunftsvoraussagen, auch wenn diese mitunter ähnlich geschrieben sein können. So etwa erscheint 1984 (erschienen 1948) von George Orwell rückwirkend als Roman der Alternativgeschichte, ist aber aufgrund des Erscheinungsjahres dem Genre der Zukunftsvoraussagen zuzuordnen.:85–87

### Unterscheidung von der Geschichtsfälschung
Alternativgeschichtliche Erzählungen sind Werke der Fiktion und klar als solche zu erkennen. Davon abzugrenzen sind  Historische Versuche der Geschichtsfälschung. Sie sind nicht als Teil der Alternativgeschichte als Genre der Fiktion anzusehen.:115:565

## Beispiele nach Epoche

### Römisches Reich
- Roger Caillois: Pontius Pilatus. 1963 (Pontius Pilatus spricht Jesus Christus frei), ISBN 3-928262-13-0.
- Lyon Sprague de Camp: Lest Darkness Fall. 1941 (ein amerikanischer Archäologe wird ins Rom des Jahres 535 zurückversetzt und rettet das Ostgotenreich vor dem Untergang), ISBN 3-548-31046-X.
- Oliver Henkel: Die Zeitmaschine Karls des Großen. (Odoaker misslingt die Eroberung Roms 476, das Imperium Romanum existiert bis in die Zeit Karls des Großen hinein, welcher nun gegen Rom intrigiert), ISBN 3-8311-1661-X.
- Kirk Mitchell: Germanicus-Trilogie. deutschsprachige Ausgaben 1988–1990 bei Bastei-Lübbe unter den Titeln Procurator, Imperator und Liberator (Jesus Christus wurde nicht hingerichtet, nach über 2000 Jahren ist das Römische Reich immer noch die führende Weltmacht)

### Erster Weltkrieg
- Jan Becher: Sedanstag. 2020 und 2021. Der Erste Weltkrieg hat nie stattgefunden. In einem seit 1871 friedlichen Europa sind 18 Geschichten angesiedelt, die es in der Realität so nie geben dürfte. Erste Auflage 2020. ISBN 978-3-00-065308-7
- Guido Morselli: Licht am Ende des Tunnels. 1977 (Durch einen Alpentunnel gewinnen die Mittelmächte Deutsches Kaiserreich und Österreich-Ungarn den Ersten Weltkrieg. Das Deutsche Kaiserreich verzichtet auf Annexionen und gründet eine Westeuropäische Gemeinschaft), ISBN 3-518-38707-3.
- Heinrich von Stahls Kaiserfront-Buchreihe spielt in einer Parallelwelt, in der der Erste Weltkrieg anders ausging und die Welt im Jahre 1953 von Außerirdischen angegriffen wird.
- Hannes Stein: Der Komet. 2013 (Der österreichische Thronfolger Franz Ferdinand entgeht knapp dem Attentat in Sarajevo, und so finden weder der Erste noch der Zweite Weltkrieg statt, die Stadt Wien, wo der Roman spielt, entwickelt sich ganz anders), ISBN 978-3-86971-067-9.
- Oliver Henkel: Kaisertag. 2002 (Es gibt kein Attentat in Sarajevo und 1988 existiert das Deutsche Kaiserreich weiter und hat die Atombombe entwickelt), ISBN 3-8311-4481-8.
- Christian Kracht: Ich werde hier sein im Sonnenschein und im Schatten. (Durch das Tunguska-Ereignis wird Russland unbewohnbar, Lenin bleibt in der Schweiz, wo 1917 der Sowjet gegründet wird), ISBN 3-462-04041-3.

### Weimarer Republik
- Christian v. Ditfurth: Das Luxemburg-Komplott. (Rosa Luxemburg und Karl Liebknecht werden nicht von Freikorps-Einheiten ermordet), Droemer/Knaur 2008, ISBN 978-3-426-63496-7.

### Nationalsozialismus
- Richard Bachman: Todesmarsch. 1979 (engl.: The Long Walk; der Roman deutet an einigen Stellen an, dass das Deutsche Reich den Zweiten Weltkrieg gewonnen und sich zu einer Atommacht entwickelt hat), ISBN 3-548-26327-5.
- Otto Basil: Wenn das der Führer wüßte. 1966 (Das Deutsche Reich hat den Zweiten Weltkrieg gewonnen, nach Adolf Hitlers Tod in den 1960er Jahren steuert die Welt auf einen Atomkrieg mit der anderen Supermacht Japan zu) (2010, ISBN 978-3-85286-197-5)
- Michael Chabon: Die Vereinigung jiddischer Polizisten. 2007 (engl.: The Yiddish Policemen's Union; die Vereinigten Staaten errichten im Zweiten Weltkrieg in Alaska eine – nur provisorische – Heimstatt für jüdische Flüchtlinge)
- Len Deighton: SS-GB. 1978 (engl.: SS-GB; dem Deutschen Reich gelingt die Invasion Englands im Zweiten Weltkrieg, die Vereinigten Königreiche werden ein SS-Staat), ISBN 3-453-43931-7.
- Philip K. Dick: Das Orakel vom Berge. 1962 (engl.: The Man in the High Castle; das Deutsche Reich und das Japanische Kaiserreich haben im Zweiten Weltkrieg Amerika besetzt und untereinander aufgeteilt), ISBN 3-453-52272-9.
- Christian von Ditfurth: Der 21. Juli. (Das Attentat vom 20. Juli 1944 gelingt, das Deutsche Reich baut vor den Vereinigten Staaten die Atombombe), ISBN 978-3-426-62415-9.
- Christian von Ditfurth: Der Consul (Adolf Hitler wird vor seiner Machtergreifung ermordet), ISBN 978-3-426-62787-7.
- Andreas Eschbach: NSA – Nationales Sicherheitsamt. (Fiktion darüber, was passiert wäre, wenn es in Nazi-Deutschland schon Computer, Mobiltelefone und soziale Medien gegeben hätte.)
- Peter Friedrich: Seelöwe. Trilogie. (Die Wehrmacht landet im Juli 1940 in Kent. Mit den damals vorhandenen Methoden und Waffen wird eine alternative Seelöwe-Operation durchgeführt), ISBN 978-1-5202-3042-9.
- Stephen Fry: Geschichte machen. (engl.: Making History; wie würde die Welt aussehen, wenn Hitler nie geboren worden wäre?), ISBN 3-499-22410-0.
- Newt Gingrich, William Forstchen: 1945.
- Robert Harris: Vaterland. 1992 (engl.: Fatherland; das Deutsche Reich hat den Zweiten Weltkrieg gewonnen, die Handlung spielt zu Hitlers 75. Geburtstag im Jahr 1964 in einem Berlin, das nach Albert Speers Plänen umgebaut wurde. Mit Rutger Hauer verfilmt), ISBN 3-453-07205-7.
- Oliver Henkel: Im Jahre Ragnarök. 2009 (Nach einem anderen Ende des Zweiten Weltkriegs wird der Morgenthau-Plan in einer härteren Form verwirklicht), ISBN 978-3-941258-05-1.
- Kaiji Kawaguchi: Zipang. 2000–2009 (Ein japanischer Aegis-Zerstörer gerät durch ein Wetterphänomen in das Jahr 1942).
- Siegfried Langer: Alles bleibt anders. 2008 (Deutschland gewinnt den Zweiten Weltkrieg, Europa wird deutschsprachig, England wird eine deutsche Provinz).
- Charles Lewinsky, Doris Morf: Hitler auf dem Rütli. Protokolle einer verdrängten Zeit. Zürich 2014. (Hitlers Truppen marschieren im Mai 1940 in die Schweiz ein, die Armee muss kapitulieren, die Schweiz wird dem Dritten Reich einverleibt.)
- China Miéville: Die letzten Tage von Neu-Paris. 2016 (Surrealisten verbünden sich mit Partisanen, um Frankreich 1950 von den Nationalsozialisten zu befreien. Paris ist abgeriegelt und voll von lebendig gewordenen, unberechenbaren surrealistischen Kunstwerken...) ISBN 978-3-946503-86-6
- Philip Roth: Verschwörung gegen Amerika. (engl.: The Plot Against America; Charles Lindbergh wird 1941 Präsident der USA und verständigt sich mit dem Deutschen Reich), ISBN 3-446-20662-0.
- Sarban: Hörnerschall. 1952 (engl.: The Sound of His Horn; ein Kriegsgefangener erwacht hundert Jahre in der Zukunft, in der die Nazis den Krieg gewonnen haben und zu ihrem Vergnügen Menschenjagden veranstalten), ISBN 3-935-82250-2.
- Éric-Emmanuel Schmitt: Adolf H. Zwei Leben. (Hitler wird 1908 an der Wiener Kunstakademie angenommen und dessen Leben nimmt einen völlig anderen Verlauf.) ISBN 3-250-60107-1.
- Norman Spinrad: Der stählerne Traum. 1972 (engl.: The Iron Dream; Adolf Hitler wandert in die Vereinigten Staaten aus und wird dort ein SF-Schriftsteller, der seine kruden Ideen in Romanen veröffentlicht), ISBN 3-453-30684-8.
- Volkmar Weiss: Das Tausendjährige Reich Artam. (Adolf Hitler stürzt im November 1941 mit dem Flugzeug ab und der Krieg gegen die USA findet nicht statt, im eroberten Osten entsteht das neue Reich Artam), ISBN 978-3-926370-45-7.
- Jerry Yulsman: Elleander Morning. (engl.: Elleander Morning; Adolf Hitler wird 1913 in Wien ermordet, dadurch findet der Zweite Weltkrieg nicht statt), ISBN 3-453-31308-9.
- Thomas Ziegler: Die Stimmen der Nacht. (Nachkriegsdeutschland wird 1945 im Zuge des Morgenthau-Plans komplett deindustrialisiert. Der Großteil der Deutschen wandert nach Südamerika aus und baut dort ein neues Nazireich auf).

### Kalter Krieg
- Thomas Brussig: Das gibts in keinem Russenfilm, 2015 (Brussig erzählt aus seinem Leben in einer DDR, in der die Wiedervereinigung ausgefallen ist), ISBN 978-3-596-03266-2.
- Christian v. Ditfurth: Die Mauer steht am Rhein. (Die DDR bekommt nach einem sowjetisch-amerikanischen „Kuhhandel“ die Bundesrepublik zugeschlagen), ISBN 3-462-60004-4.
- Christoph Ransmayr: Morbus Kitahara. Deutschland nach dem Zweiten Weltkrieg und Umsetzung des „Morgenthau-Planes“
- Simon Urbans Roman Plan D von 2011 beschreibt ein Deutschland, in dem es in der DDR die Wende 1989 nach einem Putsch nicht gegeben hat.
- Bauer, Gollanek, Klostius u. Stracke: Walter Ulbrichts letzter Coup, 2023 (Ulbricht möchte 1973 heimlich aus der DDR ausreisen und bedient sich dabei einer Abteilung des MfS mit phantastischen Fähigkeiten), ISBN 3-89773-149-5

### Diverse Szenarien
- Laurent Binet: Civilizations. Grasset, Paris 2019, (Die Inka überfallen im 16. Jahrhundert Europa) (ISBN 978-2-246-81309-5).
  - deutsch: Eroberung. Roman. Übers. Kristian Wachinger. Rowohlt, Hamburg 2020, ISBN 978-3-498-00186-5.
- Samuel Bury: Histoire de la prise de Berne et de l’annexion de la Suisse à l’Allemagne. 1872. (Die Schweiz wird im 19. Jahrhundert von Bismarck besetzt).
- Emmanuel Carrère: Kleopatras Nase. Kleine Geschichte der Uchronie. Gatza, Berlin 1986, ISBN 3-928262-09-2.
- A. Bertram Chandler: Die australische Revolution. 1983 (Kelly Country; Ned Kelly führt einen erfolgreichen Aufstand der Australier gegen die Briten an)
- Ronald W. Clark: Queen Victoria’s Bomb. 1967
- Wadim Dawydow: Die Thronfolger. (russ.: Наследники по прямой) (Trilogie: Die Burg von Kimmerien. 2007, ISBN 978-5-289-02584-5, Die Prophezeiung. 2008, ISBN 978-5-289-02619-4, Dem Tod zum Trotz. 2008, ISBN 978-5-9942-0073-5). Der Einfluss der gegenwärtigen Protagonisten erstellt mehrere Points of Divergence (Bifurkationspunkte), wodurch sich die Weltgeschichte deutlich ändert, z. B., der Zweite Weltkrieg zwei Jahre früher beendet wird. Eine „klassische“ Alternativweltgeschichte ohne Artefakte aus anderer Welt, Zukunft o. ä., die in der russischen Art des Genres sehr beliebt ist.
- Eric Flint: 1632 (Serie). (Im Mittelpunkt der Handlung stehen die Einwohner der US-amerikanischen Kleinstadt Grantville, die aus dem ländlichen West Virginia des Jahres 2000 in die Wirren des Dreißigjährigen Krieges im Thüringen des Jahres 1631 versetzt wird.)
- William Gibson, Bruce Sterling: Die Differenzmaschine. (engl.: The Difference Engine; Im 19. Jahrhundert wird der erste funktionierende, mechanisch arbeitende, Computer gebaut), ISBN 3-453-05380-X.
- Theodor Herzl: Der Unternehmer Buonaparte. 1900. (eine kurze Erzählung, im Volltext auf Wikisource)
- Michael Kurland: Wo steckt Aaron Burr? 1975 (engl. The Whenabouts of Burr; Die Unterschriften unter der Verfassung der Vereinigten Staaten sind plötzlich geändert. Die Nachforschungen führen in ein Netz von parallelen Welten mit alternativer Geschichte), ISBN 3-548-31058-3.
- Naomi Novik: Die Feuerreiter Seiner Majestät, 2006–2016 (neunteilige Serie mit Fantasy-Elementen, die Drachenreiter während der Koalitionskriege darstellt).
- Matt Ruff: Mirage. 2012 (eine Welt, in der die Vereinigten Staaten und der Mittlere Osten sinngemäß die weltpolitischen Plätze tauschen).
- Alfred Stabel: Der Goldene Apfel der Deutschen. (Die Türken erobern 1683 Wien und etablieren sich als mitteleuropäische Großmacht), ISBN 978-3-86346-079-2.
- Wladimir Tendrjakow: Anschlag auf Visionen. 1989: Jesus wird bereits bei einer seiner ersten Predigten gesteinigt, der Sonnenstaat von Campanella wird verwirklicht, entwickelt sich aber zum Terrorregime, ISBN 3-353-00515-3.
- Harry Turtledove: diverse Werke, unter anderem Southern Victory. (der Süden gewinnt den Sezessionskrieg – und wie sich dies im 20. Jahrhundert auswirkt)
- Oliver Henkel: Wechselwelten. 2004 (verschiedene Szenarien in sieben Kurzgeschichten), ISBN 3-8334-1535-5.
- Harry Harrison, John Holm: Hammer und Kreuz. Trilogie 2001 (Die Invasion der Wikinger in England 856 nimmt einen anderen Verlauf).
- Jasper Fforde: Thursday-Next-Reihe (enthält mehrere alternative Entwicklungen)

## Alternativgeschichte in nichtgedruckten Medien

### Filme (Auswahl)
- It Happened Here (1964) (Das Deutsche Reich besetzt im Verlauf des Zweiten Weltkrieges Großbritannien)
- Der Junge und sein Hund (1975) (Die im Jahr 2024 spielende Handlung erwähnt einen zwischen 1950 und 1983 ausgetragenen Dritten Weltkrieg)
- The Trial of Lee Harvey Oswald (1977) (Lee Harvey Oswald wurde nicht zwei Tage nach dem Attentat auf John F. Kennedy selbst erschossen, sondern muss sich vor Gericht verantworten)
- Philadelphia Experiment II (1993) (Durch ein missglücktes Teleportationsexperiment wird ein Tarnkappenbomber mit Nuklearbewaffnung in der Zeit zurückgeschickt, mit dessen Hilfe das Deutsche Reich den Krieg für sich entscheidet)
- Vaterland (1994) (Deutschland im Jahr 1964 nach dem Sieg im Zweiten Weltkrieg)
- White Man’s Burden („Straße der Rache“) (1995) (Die gesellschaftlichen Rollen von Schwarzen und Weißen in den USA sind vertauscht)
- 2009 Lost Memories (2002) (Südkoreanischer Film, in dem Japan sich im Zweiten Weltkrieg mit den USA verbündet hat und die Atombombe auf Berlin statt auf Hiroshima gefallen ist)
- Nothing So Strange (2002) (Mockumentary, in der Bill Gates einem Attentat zum Opfer fällt)
- Sky Captain and the World of Tomorrow (2004) (Ein alternatives 1939, in dem Zeppeline dank des offensichtlichen Ausbleibens der Hindenburg-Katastrophe die Luftfahrt mit beherrschen, die Technik insgesamt ausgefeilter erscheint und keine politischen Zeichen eines bevorstehenden Zweiten Weltkrieges erkennbar sind)
- Perfect Creature (2006) (Durch Genmutationen vor 300 Jahren sind Vampire entstanden, die nun mit den Menschen koexistieren, die Kirche der Vampir-Bruderschaft hat sich zur Hauptreligion entwickelt, die Technologie ist großteils am Stand der ersten Hälfte des 20. Jahrhunderts stehengeblieben)
- Virtual JFK (2008) (Dokumentation über die Frage, wie der Vietnamkrieg sich entwickelt hätte, wenn Kennedy nicht bei einem Anschlag ums Leben gekommen wäre)
- Inglourious Basterds (2009) (Der im Sommer 1944 angesiedelte Film selbst weist keine alternative Haupthandlung auf; die bekannte Zeitlinie reißt erst mit der Ermordung des NSDAP-Führungskaders und der darauf folgenden Kapitulation des Deutschen Reiches ab)
- Watchmen – Die Wächter (2009) (Alternative USA des Jahres 1985, in dem der Vietnamkrieg gewonnen wurde und Richard Nixon als Dauerpräsident fungiert)
- Jackboots on Whitehall („Nazi Invasion“) (2010) (Satirischer Puppentrickfilm, bei dem das Deutsche Reich 1940 über einen Tunnel eine Invasion Großbritanniens startet)
- Paradox – Die Parallelwelt (2010) (In dieser Welt nimmt die Magie den Stellenwert der Wissenschaft an)
- Iron Sky (2012) (Komödie, in der sich Nationalsozialisten auf den Mond geflüchtet haben)
- Nazi Sky – Die Rückkehr des Bösen (2012) (Eine Gruppe Nationalsozialisten rund um Dr. Mengele flüchtet sich in eine unterirdische Welt in der Antarktis)
- Arlo & Spot (2015) (Die Erde wird an der Kreide-Paläogen-Grenze nicht von einem Asteroiden getroffen. In der Gegenwart haben die Dinosaurier Landwirtschaft und Viehzucht entwickelt, während die Menschheit noch immer auf Höhlenmenschenniveau ist.)
- The Man Who Killed Hitler and Then The Bigfoot (2018) (Ein alliierter Attentäter erschießt Adolf Hitler, der allerdings durch einen Doppelgänger ersetzt wird)
- Once Upon a Time in Hollywood (2019) (Großteils im realen Los Angeles von 1969 angesiedelt, allerdings scheitert am Ende der Mordversuch der Manson Family an Sharon Tate)
- Yesterday (2019) (Der Film zeigt eine alternative Gegenwart, in der unter anderem die Beatles und Coca-Cola nie existiert haben)
- Iron Sky: The Coming Race (2019) (Fortsetzung von Iron Sky, der die Folgen einer erfolgreichen Nazi-Invasion zeigt)
- Lola (2022) (Zwei Schwestern in London erfinden um 1940 eine Maschine, mit der sie Radio- und Fernsehsendungen aus der Zukunft empfangen können, was den Verlauf des Zweiten Weltkriegs grundlegend ändert)

### Doku-Fiction
- Der Dritte Weltkrieg (1998) („Dokumentation“ über einen alternativen Verlauf der osteuropäischen Reformbewegung 1989, die im Einmarsch der Sowjetunion in die Bundesrepublik und letztendlich im nuklearen Schlagabtausch gipfelt)
- C.S.A.: The Confederate States of America (2004)
- The Great Martian War 1913–1917 (2013) (Dokudrama im Stile einer History-Fernsehdoku, in der anhand fiktiver Zeitzeugen-Interviews und digital veränderter Footage-Aufnahmen eine alternierende Geschichte des Ersten Weltkriegs erzählt wird)

### Fernsehserien
- Star Trek: TOS-Episode „Griff in die Geschichte“ (1967), VOY-Doppelfolge „Vor dem Ende der Zukunft“ (1996), ENT-Doppelfolge „Sturmfront“ (2004)
- Die Simpsons: Episode „Furcht und Grauen ohne Ende“ (1994) (Zeitreisen mit Schmetterlingseffekt)
- Spellbinder – Gefangen in der Vergangenheit (1995)
- Sliders – Das Tor in eine fremde Dimension (1995–2000)
- Spellbinder – Im Land des Drachenkaisers (1996)
- Animorphs (einzelne Episoden, 1998–2000)
- The Twilight Zone: Episode „Die Wiege der Dunkelheit“ (2002)
- Full Metal Panic! (Anime, 2002–2005)
- Code Geass: Lelouch of the Rebellion (Anime, 2006–2008)
- Fringe – Grenzfälle des FBI (2008–2012)
- The Man in the High Castle (2015–2019)
- Parallels – Reise in neue Welten (Nur Pilotfilm)
- SS-GB (2017)
- For All Mankind (2019) (Der sowjetische Kosmonaut Alexei Leonow betritt als erster Mensch den Mond)

### Computerspiele (Auswahl)
- Bionic Commando: Japanisches Videospiel, in dem die Imperiale Armee in den 1980ern Adolf Hitler wiederbelebt, um eine Geheimwaffe zu konstruieren; in der amerikanischen und europäischen Version wurden die Hinweise auf den Nationalsozialismus entfernt und Hitler in 'Master-D' umbenannt.
- Imperium Romanum (Adventure): Zeitreisepiraten bringen moderne technische Errungenschaften ins antike Rom und verändern damit die Geschichte.
- Command & Conquer: Alarmstufe Rot: 1946 beschließen Wissenschaftler in New Mexico unter Leitung von Professor Albert Einstein, den Zweiten Weltkrieg zu verhindern, indem sie Adolf Hitler ausschalten, noch bevor er im Deutschen Reich die Macht ergreifen kann. Dadurch wird der Zweite Weltkrieg von der Sowjetunion unter Stalin ausgelöst.
- Enigma: Rising Tide: Die Lusitania wird 1915 nicht von einem deutschen U-Boot versenkt. Die USA treten nicht in den Ersten Weltkrieg ein und das Deutsche Reich gewinnt den Krieg. 1937 kämpfen somit drei Mächte (Deutsches Kaiserreich, USA und eine Allianz aus Japan und den britischen Kolonien) um die Vorherrschaft.
- Interstate ’76: Die Ölkrise verschärft sich so weit, dass die gesamte öffentliche Ordnung der USA zusammenbricht und sich auf den Überlandstraßen Polizei, Banditen und Selbstjustizler bekriegen.
- World in Conflict: Ende der 1980er Jahre überfällt die UdSSR überraschend mehrere europäische Länder und startet mit der Hilfe Chinas eine Invasion an der Nordwestküste der USA.
- Turning Point: Fall of Liberty: Winston Churchill ist bereits 1931 gestorben und Großbritannien kann Deutschland und den Achsenmächten nicht standhalten. Diesen gelingt es später, in den USA einen von ihnen kontrollierten Präsidenten zu installieren.
- Sniper Elite (Serie): In mehreren Teilen der Serie kann man Adolf Hitler töten, wobei nicht immer klar ist, ob es sich um ein Double handelt. Im Add-on Zombie Army Trilogy gibt es eine alternative Zeitlinie, in der Hitler gefallene Soldaten als Zombies zurückkehren lässt und daraufhin selbst zum Zombie wird. Zombie Army 4: Dead War spielt in einer alternativen Realität des Jahres 1946, in der Hitler endgültig besiegt wurde, der weltweite Widerstand aber nach wie vor gegen Nazi-Zombies kämpfen muss.
- Wolfenstein: In mehreren Teilen der Wolfenstein-Computerspielreihe tötet man als Spieler Adolf Hitler – in Beyond Castle Wolfenstein (1984) muss Hitler mithilfe einer Bombe erledigt werden, während man in Wolfenstein 3D (1992) gegen Hitler in einem Mech-Anzug kämpft. In den von Bethesda ab 2014 veröffentlichten Titeln hat Deutschland den Zweiten Weltkrieg gewonnen und beherrscht die Welt, der Hauptcharakter in dem Spiel schließt sich einem Widerstand an und kämpft im Untergrund gegen das Regime.

### Rollenspiele
- GURPS Infinite Worlds: Durch eine Maschine namens Parachronator ist es der Menschheit gelungen, Parallelweltreisen durchzuführen und diese Welten zum eigenen wirtschaftlichen Zweck auszubeuten.
- Deadlands: Nach einer Anrufung beherrschen böse Geister den Westen der USA, Kalifornien wurde durch ein Erdbeben in eine Insellandschaft verwandelt und der Sezessionskrieg tobt bereits 15 Jahre.
- Space: 1889: Ein Steampunk-Setting im ausgehenden 19. Jahrhundert, in dem sich die Äthertheorie bewahrheitet und die Menschheit mit Luftschiffen den Mars kolonisiert.
- Crimson Skies: Im Zuge der Weltwirtschaftskrise sind die USA in mehrere, einander bekriegende Einzelstaaten zerfallen, die auch von den übrig gebliebenen Großmächten bedrängt werden.

### Weitere Medien
- Schmetterling mit Hakenkreuzen (BR-Hörspiel von 1982 basierend auf Das Orakel vom Berge)
- MCP – Collision Prevent (Fiktiver Werbespot für den Collision Prevention Assist von Mercedes, in dem Adolf Hitler als Kind überfahren wird)

## Ausstellungen
Das Deutsche Historisches Museum zeigt von 2022 bis 2026 eine Ausstellung unter dem Titel Roads Not Taken. Oder: Es hätte auch anders kommen können., in der anhand von 14 markanten Einschnitten der deutschen Geschichte des 19. und 20. Jahrhunderts tatsächlich erfolgten Wendungen mögliche Verläufe gegenübergestellt werden, die aus unterschiedlichen Gründen nicht eingetreten sind.